# شون كونروي
شون كونروي (بالإنجليزية: Sean Conroy)‏ هو لاعب إسكواش أيرلندي، ولد في 1 يونيو 1994 في دبلن في جمهورية أيرلندا.

## وصلات خارجية
- شون كونروي على موقع الاتحاد الدولي لمحترفي الاسكواش (مؤرشف) (الإنجليزية)
- شون كونروي على موقع SquashInfo.com (الإنجليزية)
- شون كونروي على موقع الجمعية الدولية للألعاب العالمية (الإنجليزية)